# Bunzi
Bunzi, även kallad Mpulu Bunzi och Phulu Bunzi, är regnets, vattnets och regnbågens gudinna i kongoreligionen.
Hon var ursprungligen en vattenande i gestalt av en orm. Det är känt att hon dyrkades i Kungariket Ngoyo.